# Bremenskije muzykanty
Bremenskije muzykanty (russisk: Бременские музыканты) er en sovjetisk animationsfilm fra 1969 af Inessa Kovalevskaja.

## Medvirkende
- Oleg Anofrijev
- Elmira Zjerzdeva
- Anatolij Gorokhov